# محطة الفاضلي لتوليد الطاقة المزدوج
محطة الفاضلي لتوليد الطاقة المزدوج هي وصلة تيار جهد عالي مستمر بين المملكة العربية السعودية، التي تعمل شبكتها بسرعة 60 هرتز، ودول الخليج المجاورة التي لديها 50 هرتز. تم بناؤها لصالح مجلس التعاون لدول الخليج العربية بواسطة شركة آرافا، والمعروفة الآن باسم ألستوم، وذلك بين عامي 2006 و 2009.
تقوم شركة هيئة الربط الكهربائي الخليجي بإنشاء خط نقل تيار متردد بقوة 400 كيلو فولت و 50 هرتز لربط الكويت والبحرين وقطر عبر المملكة العربية السعودية. المراحل اللاحقة ستربط عمان والإمارات العربية المتحدة. يسمح نظام المحطة بتبادل الطاقة بين نظام هيئة الربط الكهربائي الخليجي 50 هرتز ونظام الشركة السعودية للكهرباء 60 هرتز.
تتكون محطة التحويل من ثلاثة أقطاب متماثلة، ولكل منها معدل نقل قدره 600 ميجاوات وبمعدل حمل زائد 660 ميجاوات. يحتوي كل قطب على فُولتية (DC) وتقديرات حالية تبلغ 222 كيلو فولت، 2776 أمبير.
على عكس معظم أنظمة تيار الجهد العالي المستمر، المصممة لاستخدامها بشكل أو بآخر في نقل الطاقة، فإن نظام الفاضلي يهدف عادة إلى البقاء في وضع الاستعداد، فقط قوة الإرسال بين النظامين بعد خسارة كبيرة في التوليد في نظام واحد. عادةً ما يتم الاحتفاظ بأقطاب المحول لكن أنظمة التحكم تراقب بشكل مستمر ترددات الشبكتين، وعند الكشف عن التغير المفاجئ في التردد، تقوم بإلغاء قفل واحد أو اثنين من الأقطاب حسب الحاجة لاستعادة النقص في الطاقة. يسمح ذلك بمشاركة احتياطي غزل بين النظامين ونتيجة لذلك، يُعرف المفهوم باسم مشاركة القدرة الاحتياطية الديناميكية. بإجمالي قدرة إجمالية تبلغ 1800 ميجاوات، كان نظام الفاضلي، عند اكتماله، أكبر نظام متعاقب تيار جهد عالي مستمر في العالم وأول نظام تيار جهد عالي مستمر في الشرق الأوسط.

## الموقع
تقع المحطة في السعودية، على بعد حوالي 100 كيلومتر شمال غرب الدمام بالقرب من حقول الغاز في أرامكو السعودية على بعد حوالي 30 كم جنوب غرب محطة الغاز في الخرسانية و 50 كم شمال غرب مدينة الجبيل الصناعية.

## الملكية
يملك محطة الفاضلي لتوليد الطاقة المزدوج عدة جهات هي أرامكو السعودية، والشركة السعودية للكهرباء وشركة إنجي للطاقة الدولية.

## وصلات خارجية
- الموقع الرسمي